# Ricardo Montalbán
Pour les articles homonymes, voir Ricardo et Montalban.

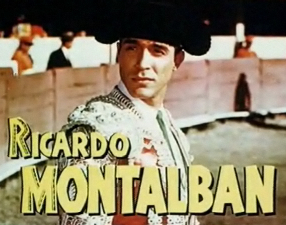
Dans Sénorita Toréador (1947).

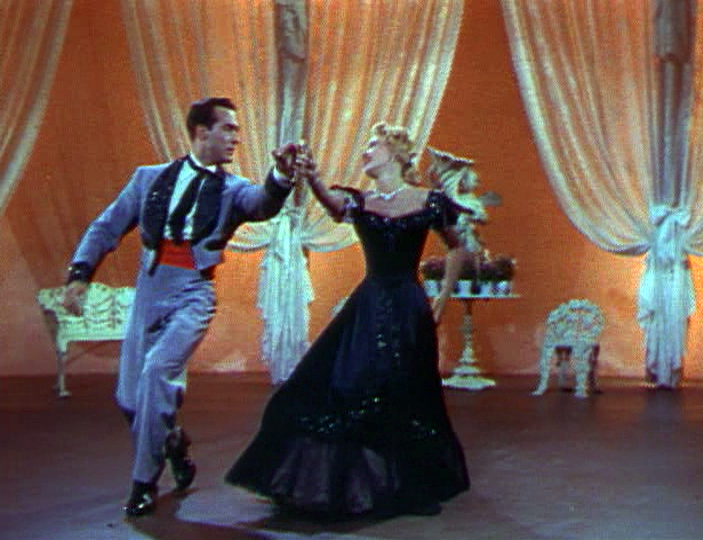
Dans Les Heures tendres avec Jane Powell.

Ricardo Gonzalo Pedro Montalbán Merino, ou plus simplement Ricardo Montalbán, est un acteur et réalisateur américano-mexicain, né le 25 novembre 1920 à Mexico au Mexique et mort le 14 janvier 2009 à Los Angeles aux États-Unis.
Il est surtout connu pour avoir incarné Monsieur Roarke dans la série télévisée L'Île fantastique, Señor Armando dans deux films de la saga La Planète des singes, ainsi que Khan Noonien Singh dans la série télévisée Star Trek et le film Star Trek II : La Colère de Khan.

## Biographie

### Jeunesse
Ricardo Gonzalo Pedro Montalbán Merino est né le 25 novembre 1920 à Mexico, alors appelée District Fédéral ou DF. Ricardo est le benjamin des quatre enfants d'immigrants espagnols castillans : Ricarda, sa mère, née Merino, et Jenaro Montalbán, son père, directeur d'un magasin général. Adolescent, Ricardo a déménagé à Los Angeles où il a été scolarisé et a vécu avec son frère aîné devenu acteur, Carlos Montalbán (en), beaucoup plus âgé. Étudiant, Ricardo, a fréquenté l'école secondaire Fairfax High School à Hollywood. 

### Carrière
À la fin des années 1940 et au début des années 1950, Ricardo Montalban rappelle le style Latin lover tel Rudolph Valentino ou Ramon Novarro à Hollywood, sans atteindre la même célébrité que ces derniers. Durant ces années, il a beaucoup lutté contre cette image de séducteur imposée par l'industrie hollywoodienne. Son militantisme lui a peut-être coûté certains projets au cours de sa carrière, comme son refus de prendre un nom de scène, mais il a su gagner le respect et se forger une solide réputation. Force motrice au sein de la communauté d'acteurs hispanophones, il leur a offert de meilleures opportunités, notamment via le théâtre à Los Angeles. Il a aussi fondé, en 1970, l'association Nosotros pour promouvoir les acteurs hispaniques au cinéma et à la télévision.
C'est à Hollywood qu'il est remarqué dans une pièce de théâtre, et qu'un bout d'essai lui est proposé. Au lieu d'accepter, il part avec son frère à New York où il obtient un petit rôle dans une pièce de théâtre, The Carton Lover, aux côtés de l'actrice Tallulah Bankhead en 1941. Cela lui permet d'autres rôles sur les planches comme dans Nos Betters et Private Affair.
De retour au Mexique pour prendre soin de sa mère extrêmement malade, il est propulsé dans l'industrie du cinéma en langue espagnole. Sur le point de devenir une célébrité dans son pays natal, après environ une douzaine de films, l'acteur est remarqué par la MGM et déménage alors à Los Angeles. Ses débuts à Hollywood le mènent à incarner un robuste toréador frère jumeau d'Esther Williams, dans un film de série B de 1947 intitulé Sénorita Toréador grâce auquel il attire immédiatement l'attention. Il signe un contrat avec la MGM et joue dans un deuxième film avec l'actrice Esther Williams, Dans une île avec vous (1948).
La firme hollywoodienne lui proposant régulièrement des rôles de type " Latin Lover ", Ricardo Montalban joue donc les charmeurs auprès de ses partenaires féminines. Parmi elles il y a Cyd Charisse, Shelley Winters, Anne Bancroft, Laraine Day, Pier Angeli, et Esther Williams avec laquelle il joue à nouveau dans un film de 1949, La Fille de Neptune. Dans l'une des extravagances de la firme, il est opposé à Lana Turner dans Lune de miel au Brésil (1953). À l'époque, son plus grand concurrent hispanique dans les films MGM est Fernando Lamas, un compatriote originaire d'Argentine, qui d'ailleurs épousa Esther Williams.
Acteur très actif, Ricardo Montalban apparaît dans plus de soixante films de 1947 à 2006, en plus de ses 12 films en langue espagnole de 1942 à 1947, et devient une étoile de la MGM. À la télévision, il joue dans plus de 25 émissions de 1956 à 1995. Il est notamment connu pour son rôle dans une série télévisée américaine très populaire, L'Île fantastique, station balnéaire unique dans l'océan Pacifique où il y a peu de choses que le mystérieux propriétaire, M. Roarke, ne puisse réaliser. Cette série, créée par Gene Levitt, débute avec un pilote de 90 minutes diffusé le 14 janvier 1977, suivi de 7 saisons comportant 154 épisodes de 47 minutes au total et diffusées entre le 20 janvier 1978 et le 19 mai 1984 sur le réseau ABC. 

### Vie privée
Le 5 mars 1945, Ricardo épouse l'actrice et modèle Georgina Young (en), née Georgiana Paula Belzer (10 septembre 1924 - 13 novembre 2007), demi-sœur des actrices Sally Blane, Polly Ann Young et Loretta Young (6 janvier 1913 - 12 août 2000). De leur union sont nés quatre enfants : Laura, Mark, Anita et Victor. Après 63 ans de mariage, Georgina Young meurt de causes indéterminées à l'age de 83 ans. Son décès précède d'un an et deux mois celui de son mari. 
Ricardo Montalbán, catholique pratiquant dont la religion était la chose la plus importante dans sa vie, était membre de l'Église du Bon Pasteur (en) et du mouvement catholique Photo Guilde à Beverly Hills, en Californie. En 1998, le pape Jean-Paul II le fait chevalier de l'ordre de Saint-Grégoire-le-Grand, titre honorifique récompensant des mérites tels que services à l’Église, œuvres exceptionnelles ou renommée exemplaire dans une communauté ou un pays.
Bien qu'il ait passé la majeure partie de sa vie aux États-Unis, Ricardo Montalbán est resté un citoyen du Mexique et n'a jamais demandé la citoyenneté américaine. Cependant, dans une interview en 2002, il a déclaré qu'il était honoré d'être un Américain. Son autobiographie, Reflections: A Life in Two Worlds, a été publiée en janvier 1980 par Doubleday.

### Mort
De santé fragile depuis quelques années, il se déplace en fauteuil roulant à la suite d'une opération de la colonne vertébrale en 1993. Il meurt à son domicile d'une insuffisance cardiaque le 14 janvier 2009 à 88 ans.

## Filmographie

### Comme acteur

#### Au cinéma
- 1942 : Five Were Chosen de Herbert Kline
- 1942 : El verdugo de Sevilla (es) de Fernando Soler
- 1943 : La Razón de la culpa de Juan José Ortega : Announcer
- 1943 : Sang et Volupté (en) (Santa) de Norman Foster et Alfredo Gómez de la Vega : Jarameno
- 1943 : Cinco fueron escogidos d'Agustín P. Delgado et Herbert Kline
- 1944 : La Fuga de Norman Foster : Teniente
- 1945 : Cadetes de la naval de Fernando Palacios : Ricardo Almagro
- 1945 : Nosotros de Fernando A. Rivero
- 1945 : La Hora de la verdad de Norman Foster : Rafael Meija
- 1945 : La Casa de la zorra de Juan José Ortega
- 1946 : Pepita Jiménez d'Emilio Fernández
- 1947 : Fantasía ranchera de Juan José Ortega
- 1947 : Sénorita Toréador (Fiesta) de Richard Thorpe : Mario Morales
- 1948 : Dans une île avec vous (On an Island with You) de Richard Thorpe : Ricardo Montez
- 1948 : Le Brigand amoureux (The Kissing Bandit) de László Benedek : Fiesta Specialty Dancer
- 1949 : La Fille de Neptune (Neptune's Daughter) d'Edward Buzzell : José O'Rourke
- 1949 : Incident de frontière (Border Incident) d'Anthony Mann : Pablo Rodriguez
- 1949 : Bastogne (Battleground) : Pvt. Johnny Roderigues
- 1950 : Le Mystère de la plage perdue (Mystery Street) de John Sturges : Lieutenant Peter Moralas
- 1950 : Right Cross de John Sturges : Johnny Monterez
- 1950 : Les Heures tendres (Two Weeks with Love) de Roy Rowland : Demi Armendez
- 1951 : Le Signe des renégats (Mark of the Renegade) de Hugo Fregonese : Marcos Zappa
- 1951 : Au-delà du Missouri (Across the Wide Missouri) de William A. Wellman : Cœur d'airain (chef de guerre des Pieds agiles), Ironshirt (Blackfoot war chief)
- 1952 : My Man and I de William A. Wellman : Chu Chu Ramirez
- 1953 : Sombrero de Norman Foster : Pepe Gonzales
- 1953 : Lune de miel au Brésil (Latin Lovers) de Mervyn LeRoy : Roberto Santos
- 1954 : The Saracen Blade de William Castle : Pietro
- 1954 : Sombra verde de Roberto Gavaldón : Federico Vascon
- 1955 : A Life in the Balance (it) d'Harry Horner : Antonio Gómez
- 1955 : Sémiramis, esclave et reine (Cortigiana di Babilonia) de Carlo Ludovico Bragaglia : Amal
- 1956 : Le Fils de cheik (Gli amanti del deserto) de Goffredo Alessandrini et Fernando Cerchio : Prince Said
- 1956 : Three for Jamie Dawn de Thomas Carr : George Lorenz
- 1957 : Sayonara de Joshua Logan : Nakamura
- 1960 : L'Étrange Destin de Nicky Romano (Let No Man Write My Epitaph) de Philip Leacock : Louie Ramponi
- 1961 : Gordon, le chevalier des mers (Gordon, il pirata nero) de Mario Costa : Captain Gordon, the Black Buccaneer
- 1962 : Aventures de jeunesse (Hemingway's Adventures of a Young Man) de Martin Ritt : Major Padula
- 1962 : Miracle à Cupertino (The Reluctant Saint) d'Edward Dmytryk : Don Raspi
- 1963 : Le Grand Duc et l'Héritière (Love Is a Ball) de David Swift : Duke Gaspard Ducluzeau
- 1964 : Les Cheyennes (Cheyenne Autumn) de John Ford : Little Wolf
- 1964 : Buenas noches, año nuevo de Julián Soler
- 1965 : Piège au grisbi (The Money trap) de Burt Kennedy : Pete Delanos
- 1966 : Dominique (The Singing Nun) de Henry Koster : Père Clementi
- 1966 : Madame X de David Lowell Rich : Phil Benton
- 1968 : Les Corrupteurs (Sol Madrid) de Brian G. Hutton : Jalisco
- 1968 : El Gringo (Blue) de Silvio Narizzano : Ortega
- 1969 : Sweet Charity de Bob Fosse : Vittorio Vitale
- 1971 : Les Dynamiteros (The Deserter) de Burt Kennedy et Niksa Fulgosi : Natachai
- 1971 : Les Évadés de la planète des singes (Escape from the Planet of the Apes) de Don Taylor : Armando
- 1972 : La Conquête de la planète des singes (Conquest of the Planet of the Apes) de J. Lee Thompson : Armando
- 1973 : Les Voleurs de trains (The Train Robbers) de Burt Kennedy : The Pinkerton man
- 1976 : Won Ton Ton, le chien qui sauva Hollywood (Won Ton Ton, the Dog Who Saved Hollywood) de Michael Winner : Silent film star
- 1976 : Joe Panther de Paul Krasny : Turtle George
- 1977 : Mission to Glory: A True Story de Ken Kennedy
- 1978 : El Asalto al castillo de la Moncloa
- 1982 : Star Trek II : La Colère de Khan (Star Trek: The Wrath of Khan) de Nicholas Meyer : Khan Noonien Singh
- 1984 : Cannonball 2 (Cannonball Run II) d'Hal Needham : King
- 1988 : Y a-t-il un flic pour sauver la reine ? (The Naked Gun: From the Files of Police Squad!) de David Zucker : Vincent Ludwig
- 2002 : Spy Kids 2 : Espions en herbe (Spy Kids 2: Island of Lost Dreams) de Robert Rodriguez : Grand-père
- 2003 : Spy Kids 3 : Mission 3D (Spy Kids 3-D: Game Over) de Robert Rodriguez : Grand-père
- 2006 : Lucas, fourmi malgré lui (The Ant Bully) de John A. Davis: Head of Council (voix)

#### À la télévision
- 1956 : Operation Cicero : Cicero
- 1960 : Rashomon
- 1961 : Zorro (épisode hors saison Une vieille connaissance) : Ramon Castillo
- 1966 : Alice Through the Looking Glass : The White King
- 1966 : Les Mystères de l'Ouest (The Wild Wild West) Saison 2 ép. 15, La Nuit hors du Temps (The Night of the Lord of Limbo) de Jesse Hibbs : Col. Noel Bartley Vautrain
- 1967 : Star Trek : Space Seed : Khan Noonien Singh
- 1967 : Code Name: Heraclitus : Janacek
- 1967 : Mission Impossible : Saison 1 ép. 21, Enfer à Boradur (Snowball in Hell), de Lee Katzin : Gerard Sefra
- 1967 : L'Évasion la plus longue (The Longest Hundred Miles) : Father Sanchez
- 1968 : Le Virginien saison 7 épisode 05 (The wind of outrage) : Louis Boissevin
- 1969 : The Pigeon : John Stambler / Kane
- 1969 : The Desperate Mission : Joaquin Murieta
- 1970 : Black Water Gold : Alejandro Zayas
- 1970 : The Aquarians (en) : Dr. Luis Delgado
- 1970 : Le Virginien (TV) saison 9 épisode 12 (Last of the Comancheros) : Francisco Sosentes
- 1971 : Sarge (en) : Al Matteo
- 1971 : The Face of Fear : Sergeant Frank Ortega
- 1972 : Fireball Forward : Jean Duval
- 1974 : Wonder Woman : Abner Smith
- 1974 : Le Signe de zorro : Captain Esteban
- 1976 : Columbo (série télévisée, épisode Question d'honneur) : Luis Montoya
- 1976 : McNaughton's Daughter : Dist. Atty. Charles Quintero
- 1977 : Captains Courageous : Manuel
- 1978-1984 : L'Île fantastique (Fantasy Island) : Mr. Roarke
- 1978 : How the West Was Won (La Conquête de l'Ouest, épisodes 1-3) : Satangkai
- 1985 : Les Colby (Dynasty 2 - The Colbys) : Zachary Powers
- 1990 : Arabesque : Meurtre en fa mineur : Vaclav Maryska
- 1994 : Heaven Help Us (série télévisée) : Mr. Shepherd
- 1995 : Freakazoid! (série télévisée) : Armondo Guitierrez (voix)

### Comme réalisateur et acteur

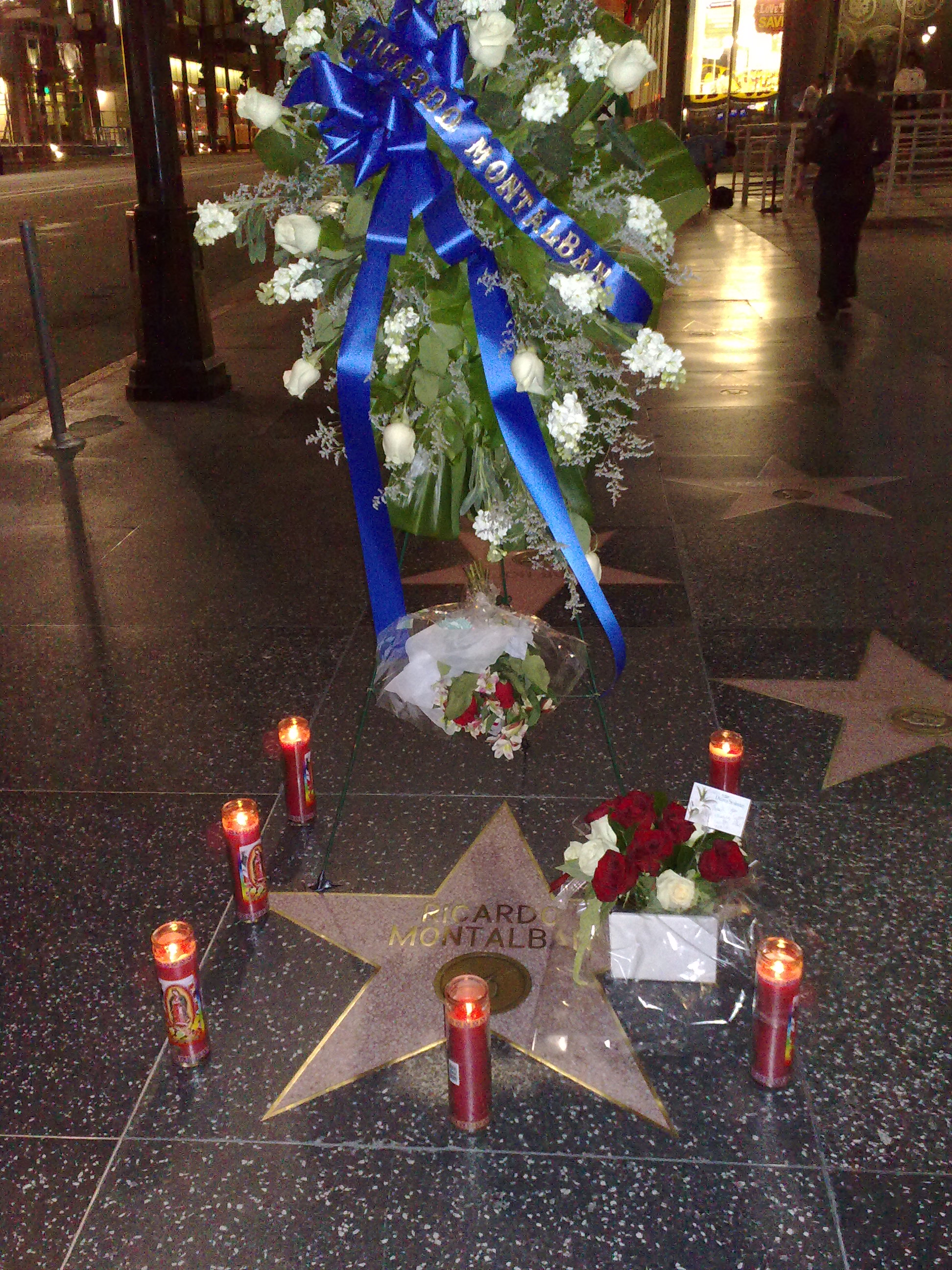
Étoile de Ricardo Montalbán sur le Walk of Fame.

- 1978 : L'Île fantastique (Fantasy Island) (série télévisée)

## Voix françaises
| - Roger Rudel dans : - Bastogne - Sayonara - Piège au grisbi - Madame X - Les Corrupteurs - René Arrieu dans : - Sémiramis, esclave et reine - L'Homme de fer (série télévisée) - William Sabatier dans : - Le Grand Duc et l'Héritière - El Gringo - Jacques Thébault dans : - La Conquête de la planète des singes - Cannonball 2 - Albert Augier dans : - L'Île fantastique (série télévisée - 1re voix) - Dynastie (série télévisée) | - Vania Vilers dans : - Spy Kids 2 : Espions en Herbe - Spy Kids 3 : Mission 3D et aussi : - Jean-Henri Chambois dans Les Cheyennes - Claude Joseph dans Les Évadés de la planète des singes - Jean-Louis Jemma dans Les Voleurs de trains - Jean-François Laley dans Columbo : Question d'honneur (téléfilm) - Pierre Hatet dans L'Île fantastique (série télévisée - 2e voix) - François Chaumette dans Star Trek 2 : La Colère de Khan - Marc Cassot dans Dynastie 2 : Les Colby (série télévisée) - Bernard Tiphaine dans Y a-t-il un flic pour sauver la reine ? - Benoît Allemane dans Lucas, fourmi malgré lui (Voix) |